# كأس النجوم
كأس النجوم برنامج فني للمواهب الغنائية أنتج عام  1998 وعرض على شاشة ال بي سي

## نبذة عن البرنامج
برنامج للمواهب الغنائية الشابة بدأ عرضه عام 1998 على شاشة المؤسسة اللبنانية للإرسال  من إعداد وإخراج سيمون أسمر يتبارى فيه ستة مشتركين للحصول على كأس النجم الذي يكون ضيف الحلقة والآخر ينال كأس الجمهور أو يمكنه الحصول على كأسين معا 
قدمته الإعلامية اللبنانية مي متى
،أطلق البرنامج عدة نجوم أمثال أمل حجازي، مادلين مطر، نيللي مقدسي، يارا مايا نصري ،دارين حدشيتي، ميريلا عازار ،هادي خليل 

## نجوم الحلقات
- ليلى مراد
- صباح
- فريد الأطرش
- زكي ناصيف
- سعاد محمد
- ايلي شويري
- وديع الصافي
- سميرة توفيق
- صباح فخري
- ملحم بركات
- صوفيا صادق
- نجوى كرم
- هادي خليل
- نوال الزغبي
- أحلام الشامسي
- أصالة نصري
- لطيفة التونسية